# The Miseducation of Cameron Post
The Miseducation of Cameron Post est un roman d'Emily M. Danforth sorti en 2012.

## Résumé
Le roman raconte l'histoire de Cameron Post, une jeune Américaine de 12 ans vivant dans le Montana, qui voit son homosexualité révélée et est envoyée en thérapie de conversion par sa tante qui l'a adoptée à la suite de la mort de ses parents dans un accident de voiture.

## Accueil critique
Pour Los Angeles Times, bien que la lecture soit ralentie par l'historique du groupe religieux, « Danforth n'en a pas moins élaboré une histoire qui a de grandes chances de rester en mémoire longtemps après que ses lecteurs de toute orientation sexuelle ait reposé le livre ».
Pour la National Public Radio, « The Miseducation of Cameron Post est de fait un livre important — surtout pour les adolescents qui grandissent de nos jours dans des communautés qui ne les acceptent pas comme ils sont. Mais c'est aussi une histoire rédigée de main de maître, très bien écrite, qui fait ce que font les meilleurs livres : nous montrer nous-mêmes dans la vie des autres ».

## Adaptation
Le roman a été adapté au cinéma en 2018 sous le titre Come as You Are. Le film a été réalisé par Desiree Akhavan.